# Narcinidae
Los narcínidos (Narcinidae) son una familia de condrictios batoideos del orden Torpediniformes (rayas eléctricas), conocida vulgarmente como tembladeras. 
Estos animales suelen esconderse enterrándose en el subsuelo para pasar inadvertidos. Suelen encontrarse en áreas arenosas o lodosas y son vivíparos.

## Géneros
La familia Narcinidae incluye cuatro géneros:
- Benthobatis
- Diplobatis
- Discopyge
- Narcine